# Six Men's Bay
Six Men's Bay är en vik i Barbados. Den ligger i parishen Saint Peter, i den nordvästra delen av landet.
Omgivningarna runt Six Men's Bay är en mosaik av jordbruksmark och naturlig växtlighet.